# Pauline Félicité de Mailly-Nesle
Pauline Félicité de Mailly-Nesle (Paris, 1712 – Paris, 9 de setembro de 1741), marquesa de Vintimille, foi a segunda das cinco famosas irmãs de Nesle, das quais quatro viriam a tornar-se amantes do rei Luís XV de França.

## Biografia
Pauline Félicité era filha de Louis III de Mailly-Nesle (1689-1767), e de sua esposa Armande Félice de La Porte Mazarin (1691-1729), uma neta de Hortênsia Mancini, sobrinha do Cardeal Jules Mazarin. Provinha de uma das famílias mais antigas da nobreza francesa.
Pauline Félicité tinha quatro irmãs:
- Louise Julie de Mailly-Nesle, Mademoiselle de Mailly, Condessa de Mailly (1710 - 1751),
- Diane-Adélaïde de Mailly-Nesle, Mademoiselle de Montcavrel, Duquesa de Lauraguais (1714 - 1769),
- Hortense Félicité de Mailly-Nesle, Mademoiselle de Chalon, Marquesa de Flavacourt (1715 - 1763),
- Marie-Anne de Mailly-Nesle, Mademoiselle de Monchy, Duquesa de Châteauroux (1717 - 1744).

Ela passou sua infância no Convento de Port-Royal de Paris, um convento para meninas da nobreza, onde recebeu educação esmerada.
Foi amante do rei Luís XV de França entre 1739 e 1741.
O rei a casa em 1739 com Jean Baptiste Félix Hubert de Vintimille, Marquês de Vintimille, sobrinho do arcebispo de Paris. A nova marquesa fica grávida, apesar de casada, a paternidade da criança é imediatamente creditada ao rei.
Em 02 de setembro de 1741, ela deu à luz um filho em Versalhes, Charles Emmanuel de Vintimille. A marquesa não se recuperou do parto e acabou falecendo dias depois.
Charles de Vintimille, era conhecido na corte francesa como "Pequeno Luís", devido a sua semelhança com o pai, o rei Luís XV.